# Alimentación humana

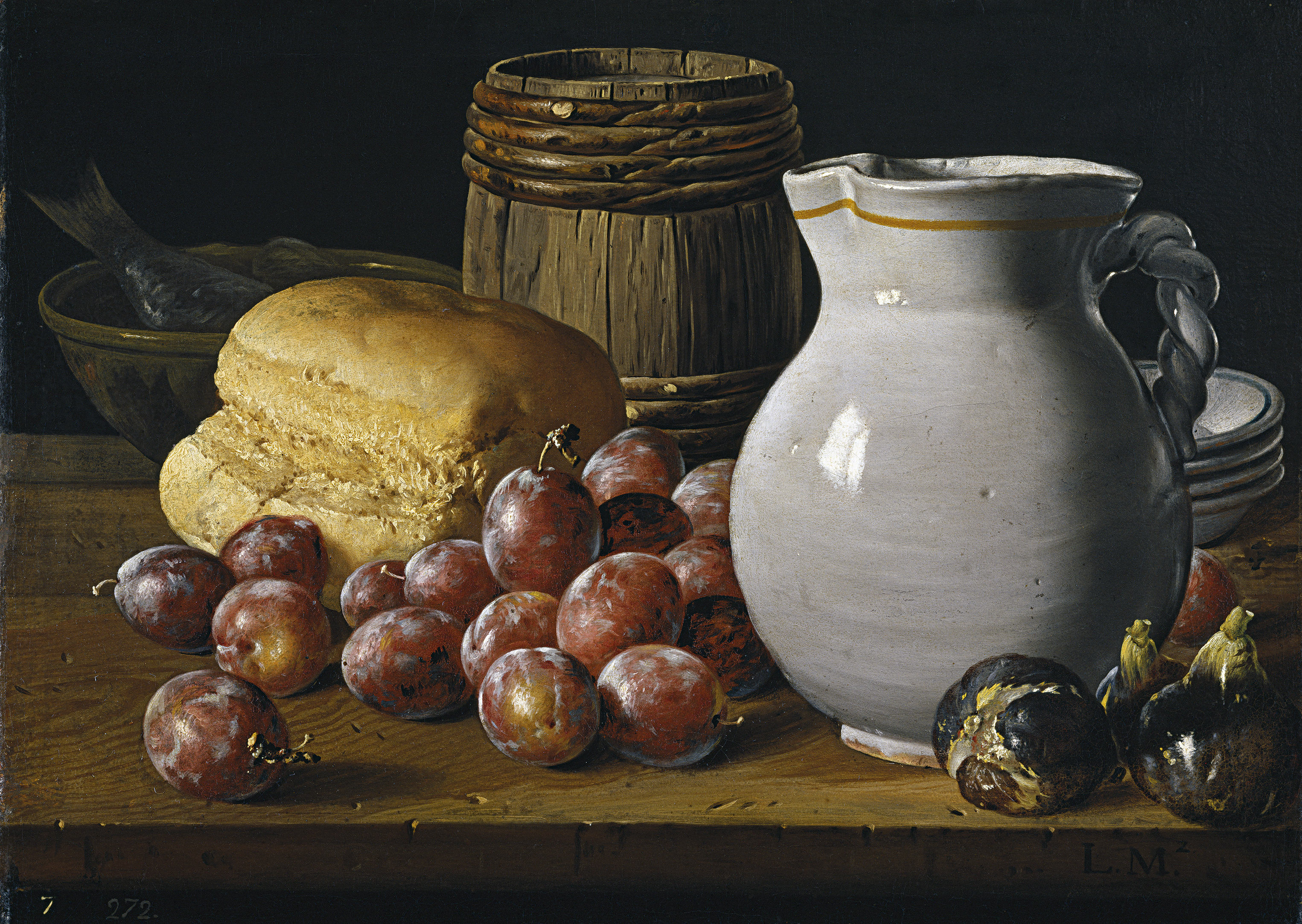
Bodegón con uvas, pan, higos, bebidas y pescado, obra de Luis Meléndez. Se muestra un ejemplo de la dieta humana en el.

La alimentación humana comprende el conjunto de prácticas y procesos a través de los cuales los seres humanos ingieren alimentos para conseguir energía, sobrevivir y desarrollarse. Además, la alimentación provee satisfacción y soporte nutricional.
Una alimentación variada y equilibrada es fundamental para la vida. Una dieta correcta debe contener cantidades adecuadas de proteínas, lípidos, glúcidos, vitaminas y minerales. La base de una buena nutrición reside en el equilibrio, la variedad y la moderación de nuestra alimentación. Pero la alimentación moderna urbana es muy a menudo desequilibrada, desestructurada y se suele juntar con una vida cada vez más sedentaria.

## Historia
El análisis filogenético sugiere que nuestros ancestros podrían haber inventado la cocina hace entre 1,8  y  2,3  millones de años.  El análisis repetido de fragmentos de hueso y cenizas de plantas de la cueva Wonderwerk (Sudáfrica) ha proporcionado evidencias de que los humanos primitivos controlaban el fuego hace un  millón  de  años. Hay pruebas de que el Homo erectus cocinaba sus alimentos hace 500  000 años, y la teoría de que el Homo Erectus controlaba el uso del fuego hace 400  000 años ha sido ampliamente aceptada por los especialistas. En Europa y Oriente Medio existen pruebas arqueológicas de hace 300  000  años en forma de antiguos hogares, hornos de tierra, huesos quemados de animales y pedernal. Los antropólogos piensan que la cocina con fuego se popularizó hace unos 250  000  años, cuando comenzaron a aparecer los hogares.
En épocas recientes se ha probado que los hogares datan de hace al menos 790  000  años.
Ya desde hace 2400  años, se conocía la relación entre la alimentación y la salud: Hipócrates decía que nuestra alimentación es nuestra medicina. Los factores alimentarios están asociados a enfermedades como la diabetes, la osteoporosis, el sobrepeso, la obesidad, la hipertensión, el infarto, la embolia, algunos tipos de cáncer y otras más. La ingesta de demasiados ácidos grasos saturados y colesterol puede provocar aterosclerosis. En contrapartida, en el siglo XX se demostró el vínculo que hay entre las carencias alimentarias y las enfermedades graves. Estas diferentes formas de malnutrición siguen siendo, aún ahora, problemas de salud pública.

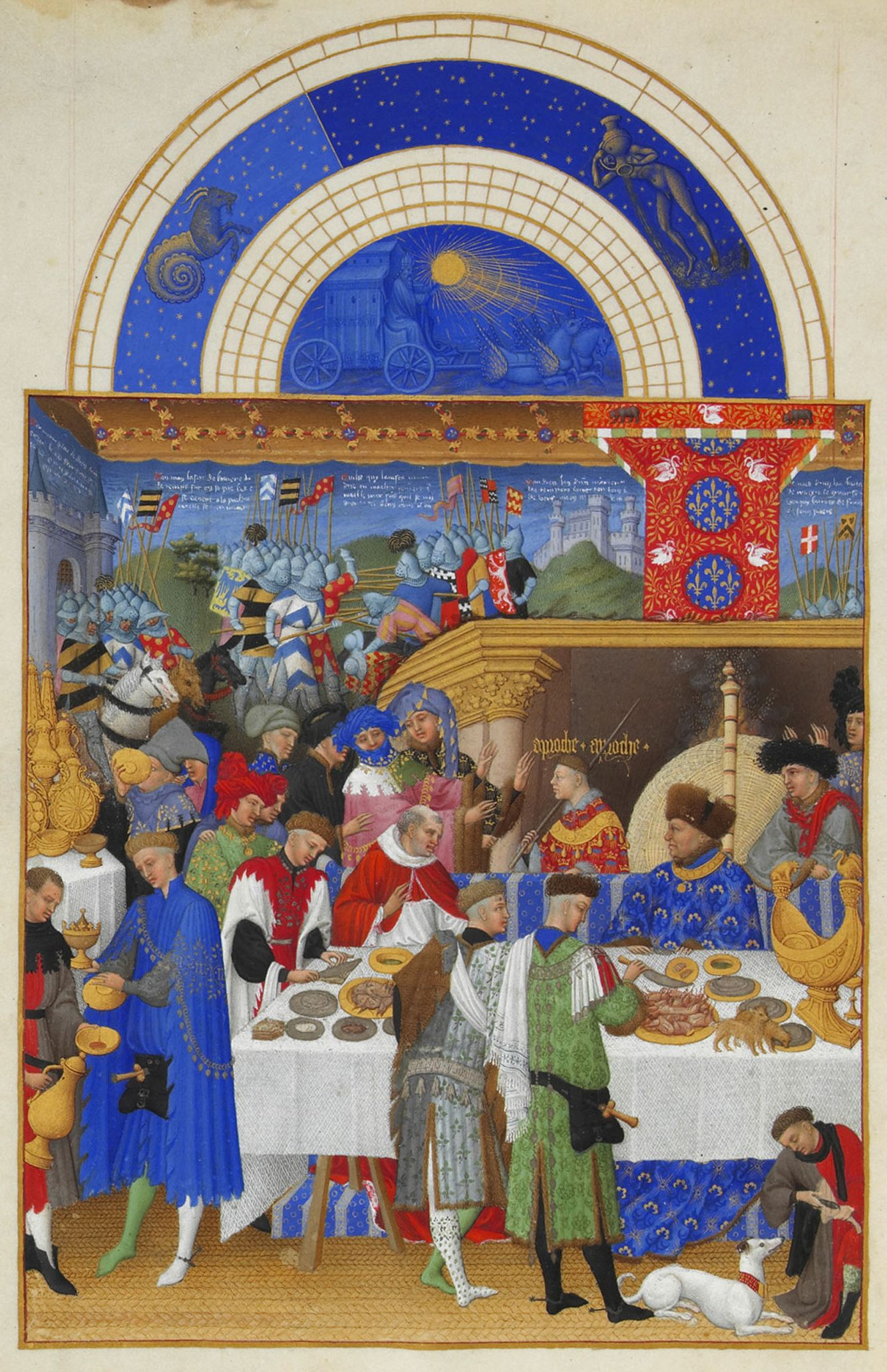
Banquete medieval retratado en Las muy ricas horas del Duque de Berry (folio 1, verso: enero), de los hermanos Limbourg (1412-1416), Museo Condé, Chantilly

## Hambruna
La hambruna es una situación que se da cuando un país o zona geográfica no posee suficientes alimentos y recursos para proveer de alimentos a la población, elevando la tasa de mortalidad debido al hambre y a la desnutrición.
Según el Proyecto Hambre de las Naciones Unidas, alrededor de 24 000 personas mueren cada día de hambre o de causas relacionadas con el hambre. Teniendo en cuenta que el total de muertes diarias por cualquier causa es de aproximadamente 150 000 personas, las muertes por hambre alcanzan el 16 % del total. Un 75 % de los fallecidos son niños menores de cinco meses. El Instituto de desarrollo y política alimentaria afirma que la hambruna y las guerras causan solo un 10 % de las muertes. La mayoría de las muertes por hambre se deben a desnutrición crónica. Las familias no consiguen suficientes alimentos debido a diferentes causas, como pobreza, guerras o catástrofes naturales. La Organización de las Naciones Unidas para la Alimentación y la Agricultura (FAO) estima que entre 1970 y 1980 el hambre crónica afectó a 842 000 000 de personas en el mundo.

## Políticas públicas

### Derecho a la alimentación
El derecho a la alimentación es un derecho humano que protege el derecho de las personas a alimentarse con dignidad, lo que implica que haya suficientes alimentos disponibles, que las personas tengan los medios para acceder a ellos y que satisfagan adecuadamente las necesidades dietéticas de las personas. El derecho a la alimentación protege el derecho de todos los seres humanos a no padecer hambre, inseguridad alimentaria ni malnutrición. El derecho a la alimentación no implica que los gobiernos tengan la obligación de entregar alimentos gratis a todos los que los deseen, ni el derecho a ser alimentados. Sin embargo, si las personas se ven privadas del acceso a los alimentos por razones que escapan a su control, por ejemplo, porque están detenidas, en tiempos de guerra o después de desastres naturales, el derecho requiere que el gobierno proporcione alimentos directamente.
El derecho se deriva del Pacto Internacional de Derechos Económicos, Sociales y Culturales que contaba con la suscripción de 170 Estados partes en abril de 2020. Los Estados que firman el pacto acuerdan tomar medidas hasta el máximo de sus recursos disponibles para lograr progresivamente la plena realización del derecho a una alimentación adecuada, tanto a nivel nacional como internacional. En un total de 106 países, el derecho a la alimentación es aplicable a través de arreglos constitucionales de diversas formas o mediante la aplicabilidad directa en la ley de varios tratados internacionales en los que se protege el derecho a la alimentación.
En la Cumbre Mundial sobre la Alimentación de 1996, los gobiernos reafirmaron el derecho a la alimentación y se comprometieron a reducir a la mitad el número de personas hambrientas y desnutridas de 840 a 420 millones para 2015. Sin embargo, el número ha aumentado en los últimos años, alcanzando un récord infame en 2009 de más de mil millones de personas desnutridas en todo el mundo. Además, el número de personas que padecen hambre oculta (carencias de micronutrientes que pueden provocar un retraso en el crecimiento físico e intelectual de los niños) asciende a más de 2000 millones de personas en todo el mundo.

### Seguridad alimentaria
La seguridad alimentaria hace referencia a la disponibilidad suficiente y estable de alimentos, su acceso oportuno y su aprovechamiento biológico, de manera estable a través del tiempo. Hay seguridad alimentaria cuando todas las personas tienen en todo momento acceso físico y económico a suficientes alimentos inocuos y nutritivos para satisfacer sus necesidades alimenticias y sus preferencias en cuanto a los alimentos para alcanzar una vida sana y activa. La seguridad alimentaria es una parte integral del derecho a la alimentación. La seguridad alimentaria además es una parte integral de los Objetivos de Desarrollo Sostenible, en particular del Objetivo Hambre Cero.

## El planteamiento

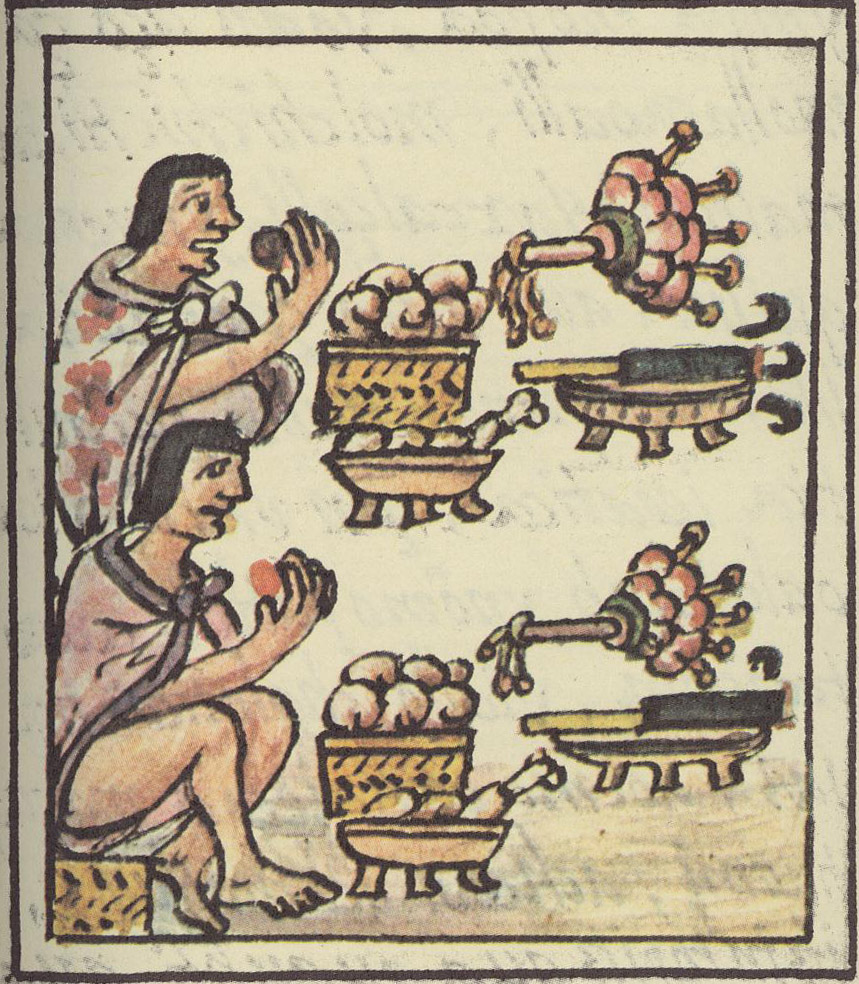
Banquete azteca ilustrado en el Códice Florentino,

La mejora del rendimiento de los presupuestos familiares incluye ahora más diversificación de los gastos y aumento del ahorro, que a su vez condiciona y optimiza el sistema económico/financiero de la comunidad u organización social. Las personas individuales o en familias mal dotadas deben tener prioridad eventualmente en política asistencial a un nivel de efectividad medio. El antiguo dicho no le des un pescado, dale algo para pescar, no parece que funcione. Son factores estructurales los que condicionan el consumo en alimentación humana, por tanto las políticas no son tan sencillas como se presume. Son las modificaciones paulatinas, y dinámicas, de oportunidades de trabajo en tecnologías o industrias o en el Medio ambiente o en los avances de la nutrición o en el procesamiento de los alimentos.
En algunos casos y de una forma dramática, la educación es la llave. Algunas importantes situaciones, que tienen una presencia maximizada, ya de origen histórico pos colonial o como resultado o secuela de una catástrofe natural, requieren una aplicación más universal-plural y gestionada por los organismos internacionales, públicos FAO, Cruz Roja, ONU y privados, ya existentes y trabajando. Hay además componentes culturales y psicológicos, como medio ambiente, estilo de vida, punto de vista de la Antropología cultural (Claude Lévi-Strauss) y según tipo ocupacional y clase social, que son igualmente importantes que los económicos y que también condicionan otros niveles no alimentarios, como son la libertad y la promoción o el tiempo libre y la cultura, para lo cual hay que liberar recursos en el presupuesto familiar y ya se está especificando en el aumento de las clases medias bajas, que se están ubicando en espacios sociales cada vez más inteligentes como son los nuevos suburbios de los extensos anillos periféricos de las ciudades, que duplican a la misma ciudad.
Otros planteamientos, además de las Ciencias Sociales, están en Internet, buscando por alimentación humana, desarrollado en 46 ficheros en los ítems. de Ciencias de la Salud.

## Leyes de la alimentación
1. Ley de la cantidad: La cantidad de alimentos debe ser suficiente para cubrir las necesidades calóricas del organismo. Los alimentos que proveen fundamentalmente calorías (energía) son los hidratos de carbono y las grasas. La cantidad de calorías deberá ser suficiente como para proporcionar calor para mantener la temperatura corporal, la energía de la contracción muscular y el balance nutritivo. Desde el punto de vista calórico, una dieta puede ser: suficiente, insuficiente, generosa o excesiva. De acuerdo a esta ley, los regímenes adelgazantes se consideran “insuficientes”, ya que permiten un descenso de peso a expensas de un contenido calórico reducido. El requerimiento calórico para cada persona en particular deberá ser determinado por un profesional en nutrición, considerando edad, sexo, complexión, actividad, situaciones especiales: diabetes, obesidad, desnutrición, etc.
2. Ley de la calidad: Toda dieta deberá ser completa en su composición, asegurando el correcto funcionamiento de órganos y sistemas. En todo régimen deberán estar presentes: hidratos de carbono, proteínas, grasas, vitaminas, minerales y agua. De acuerdo a esta ley, los regímenes se clasifican en completos (variados) e incompletos.
3. Ley de la armonía: Las cantidades de los diversos principios que componen la alimentación deberán guardar una relación de proporción entre ellos, de manera tal que cada uno aporte una parte del valor calórico total. Se recomienda que toda dieta normal contenga: - proteínas: 20 a 30 % del valor calórico total - grasas: 40 a 60 % del valor calórico total - carbohidratos: 20 a 30 % del valor calórico total.
4. Ley de la adecuación: Toda dieta deberá ser la apropiada para cada individuo en particular, considerando: edad, sexo, actividad, estado de salud, hábitos culturales y economía. Ello implica una correcta elección de los alimentos, así como una correcta preparación.

## Desórdenes alimentarios en los humanos
Un sujeto padece trastornos de la conducta alimentaria cuando tiene una excesiva preocupación por la comida. Los más frecuentes son la anorexia nerviosa y bulimia nerviosa, entre otros. Los trastornos alimentarios no suceden por falta de voluntad o mal comportamiento, son enfermedades reales que se pueden recuperar y prevenir. Si no son tratados a tiempo pueden causar serios problemas de salud:
- ¿A quiénes afectan? Afectan principalmente a los adolescentes y con mayor frecuencia a las mujeres. Aunque en la actualidad se ha convertido en un problema generalizado, que se presenta desde la niñez sin distinción de sexo. Solo se necesita observar dentro de las instituciones educativas para visualizar el grado del problema en los niños.
- ¿Por qué se producen? Es un fenómeno social que empieza en casa, también se puede decir que la alimentación es muy importante en nuestro desarrollo debido a la información y costumbres adquiridas que los hijos aprenden de los padres, y por otro lado la desintegración familiar, la escasa comunicación, que día a día se da en los hogares, en resumen los nuevos jóvenes no sienten un apoyo y buscan satisfacer sus necesidades de diversas maneras.

Diversos factores favorecen su desarrollo:
- Baja autoestima.
- La dificultad para resolver determinados problemas personales o laborales.
- Dificultades en las relaciones familiares.
- La influencia ejercida por modelos o roles muy delgados que aparecen en los medios de comunicación.
- Problemas tiroideos (genéricos).
- Enfermedades ocasionadas por uso de fertilizantes.

Prevención
- Realizar una alimentación saludable y controlada mediante el uso de métricas y/o aplicaciones informáticas.
- Aprovechar el momento de las comidas para el encuentro y la comunicación.
- No utilizar los alimentos como consuelo, premios o castigos.
- Valorar el interior y la salud. No vivir en función de la imagen del cuerpo.

Alimentación correcta
Es la dieta que de acuerdo con los conocimientos reconocidos en la materia, cumple con las necesidades específicas de las diferentes etapas de la vida, promueve en los niños y las niñas el crecimiento y el desarrollo adecuados y en los adultos permite conservar o alcanzar el peso esperado para la talla y previene el desarrollo de enfermedades.